# Hilde Pesch
Hilde Pesch, geborene Hilde Schabel, (* 2. Mai 1899 in Bönnigheim; † 10. April 1984 in Stuttgart) war eine deutsche Pflegerin und Kommunalpolitikerin. Sie war die Gründerin der katholischen Familienpflege für die Diözese Rottenburg-Stuttgart und Mitglied im Gemeinderat der Stadt Stuttgart.

## Leben
Hilde Pesch besuchte das Fröbel-Seminar beim Schwäbischen Frauenverein in Stuttgart, wo sie eine moderne Ausbildung als Erzieherin und Jugendleiterin erhielt. Sie arbeitete zunächst drei Jahre in Linz, danach leitete sie die Kinder- und Jugendarbeit von St. Fidelis im Stuttgarter Westen. Von 1930 bis 1944 arbeitete sie als Kindergärtnerin in der Kinderklinik der städtischen Hautklinik in Bad Cannstatt. 1944 heiratete sie in Aachen. Als ihr Mann wieder nach Stuttgart versetzt wurde, engagierte sie sich hier politisch: Sie wurde 1951 Mitglied der CDU, 1954 Mitglied des Degerlocher Bezirksbeirats und 1958 Mitglied des Stuttgarter Gemeinderats, dem sie bis 1969 angehörte.
Hilde Pesch war langjährige Vorsitzende der Elisabeth-Konferenzen (ehemals Caritas-Konferenzen) in Deutschland.
1957 gründete sie die katholische Familienpflege Stuttgart, aus der 1960 die Familienpflege für das gesamte Bistum Rottenburg-Stuttgart hervorging.
1957 bis 1983 hatte sie die Leitung der Familienpflege Stuttgart inne, von 1960 bis 1972 die der Familienpflege des gesamten Bistums. 1966 war Pesch an der Gründung der Nachbarschaftshilfe beteiligt, eine Initiative des Degerlocher Frauenkreises e.V.

## Ehrungen
- 1972 Silberne Ehrennadel des deutschen Caritas-Verbandes
- 1980 das Bundesverdienstkreuz am Bande.[2]